# Governatore generale del Canada
Il governatore generale del Canada (in inglese Governor General of Canada, in francese Gouverneur général du Canada al maschile o Gouverneure générale du Canada al femminile) è il viceré che rappresenta il monarca del Canada (ossia il sovrano britannico) presso le istituzioni canadesi. Il governatore generale è nominato dal monarca su indicazione del primo ministro del Canada e svolge i doveri costituzionali e cerimoniali in vece del sovrano. Rimane in carica per un periodo di tempo che non ha limiti formali ma che in genere è di cinque anni. 
Fino al 1952 tutti i governatori generali furono britannici e dopo la carica di vicerè dell'India era la più prestigiosa nell'ambito dell'apparato amministrativo dell'Impero britannico, da quell'anno in poi invece furono canadesi. A partire dal 1959 cominciò anche la prassi dell'alternanza tra governatori generali anglofoni e francofoni. L'odierno ruolo di governatore generale del Canada deriva da quello dei governatori delle colonie francesi e inglesi nel Nordamerica (XVI e XVII secolo) ed è di conseguenza la carica politica più antica del Canada.